# Сан Пјетро Мозецо
Сан Пјетро Мозецо (итал. San Pietro Mosezzo) је насеље у Италији у округу Новара, региону Пијемонт.
Према процени из 2011. у насељу је живело 776 становника. Насеље се налази на надморској висини од 155 м.

## Становништво
Према резултатима пописа становништва 2011. у општини је живело 1.996 становника.
| 1931. | 1936. | 1951. | 1961. | 1971. | 1981. | 1991. | 2001. | 2011. |
| ----- | ----- | ----- | ----- | ----- | ----- | ----- | ----- | ----- |
| 1.903 | 2.032 | 2.087 | 1.993 | 1.661 | 1.671 | 1.674 | 1.738 | 1.996 |